# Уелен (Чукотка)
Уелéн (на руски: Уэлен; на чукчи: Увэлен; на ескимоски: Улыӄ, Олыӄ) е село в Чукотски автономен окръг, Русия. Разположено е до нос Дежньов, където се срещат Чукотско море и Берингово море. Това е най-източното селище в Русия и Евразия. Това също така е най-близкото до САЩ руско селище. Към 2016 г. има население от 651 души.

## История
Според археологически разкопки, Уелен съществува от праисторическо време като ескимоско селище. Към края на 17 и началото на 18 век чукчите постепенно асимилират ескимосите и усвояват териториите около нос Дежньов. За пръв път селището се появява на географска карта през 1792 г. след експедиция на Билингс–Саричев. По това време чукчите наричат селището Покиткин (Пок’ыткын), което буквално означава „край на света“. През 1912 г. селото става административен център на новосъздадения Чукотски уезд. Това води до търговски и културен възход на селото. През 1916 г. е открито училище. Статутът си на районен център селото губи през 1940 г., когато център става с. Лаврентия. През 1958 г. в селото са преселени ескимоси от съседното с. Наукан, което бива изселено по това време.

## Население
Почти цялото население на Уелен са чукчи.
| 1931 | 2009 | 2010 | 2012 | 2013 | 2014 | 2015 | 2016 |
| ---- | ---- | ---- | ---- | ---- | ---- | ---- | ---- |
| 255  | 740  | 720  | 712  | 712  | 697  | 670  | 651  |

## Климат
Климатът в Уелен е субарктичен, със средна годишна температура -6,9 °C и средно количество годишни валежи около 320 mm. Средната влажност на въздуха е 85%.
| Климатични данни за Уелен             | Климатични данни за Уелен | Климатични данни за Уелен | Климатични данни за Уелен | Климатични данни за Уелен | Климатични данни за Уелен | Климатични данни за Уелен | Климатични данни за Уелен | Климатични данни за Уелен | Климатични данни за Уелен | Климатични данни за Уелен | Климатични данни за Уелен | Климатични данни за Уелен | Климатични данни за Уелен |
| Месеци                                | яну.                      | фев.                      | март                      | апр.                      | май                       | юни                       | юли                       | авг.                      | сеп.                      | окт.                      | ное.                      | дек.                      | Годишно                   |
| Абсолютни максимални температури (°C) | 6,1                       | 5,6                       | 3,9                       | 6,4                       | 10,5                      | 22,1                      | 25,0                      | 22,0                      | 16,3                      | 11,1                      | 9,0                       | 10,0                      | 25,0                      |
| Средни максимални температури (°C)    | −17,4                     | −17,3                     | −16,2                     | −9,5                      | −0,8                      | 5,3                       | 10,0                      | 9,0                       | 5,3                       | 0,3                       | −5,2                      | −12,8                     | −4,1                      |
| Средни температури (°C)               | −20,5                     | −20,7                     | −19,7                     | −13                       | −3,1                      | 2,6                       | 6,7                       | 6,5                       | 3,5                       | −1,4                      | −7,8                      | −15,6                     | −6,9                      |
| Средни минимални температури (°C)     | −23,7                     | −24                       | −23                       | −16,4                     | −5,2                      | 0,6                       | 4,3                       | 4,5                       | 2,0                       | −3,3                      | −10,5                     | −18,7                     | −9,5                      |
| Абсолютни минимални температури (°C)  | −44,1                     | −43,2                     | −43,6                     | −37,2                     | −26,1                     | −10                       | −1,3                      | −2,2                      | −8,9                      | −22                       | −34                       | −41,1                     | −44,1                     |
| Средни месечни валежи (mm)            | 21                        | 20                        | 13                        | 17                        | 18                        | 16                        | 32                        | 48                        | 43                        | 39                        | 28                        | 25                        | 320                       |
| ------------------------------------- | ------------------------- | ------------------------- | ------------------------- | ------------------------- | ------------------------- | ------------------------- | ------------------------- | ------------------------- | ------------------------- | ------------------------- | ------------------------- | ------------------------- | ------------------------- |
| Източник: Погода и Климат             |                           |                           |                           |                           |                           |                           |                           |                           |                           |                           |                           |                           |                           |

## Икономика
Основните отрасли в селото са риболов и еленовъдство. Селото е известно с майсторите си на резба върху кости. В края на 2011 г. е пуснато мобилно телефонно покритие. Селото не е свързано с постоянен път към никое друго селище.